# Partido Democrático do Botswana
O Partido Democrático do Botswana (em inglês:  Botswana Democratic Party, BDP) é uma agremiação política de centro-direita e conservadora, que tem governado o República do Botswana desde a independência do país em 1966. Todos os presidentes do país eram membros do partido.

## Resultados eleitorais

### Eleições legislativas
| Data | CI. | Líder             | Votos   | %            | +/-  | Deputados | +/-     | Status  |
| ---- | --- | ----------------- | ------- | ------------ | ---- | --------- | ------- | ------- |
| 1965 | 1.º | Seretse Khama     | 113 167 | 80,4 / 100,0 |      | 28 / 31   |         | Governo |
| 1969 | 1.º | Seretse Khama     | 52 218  | 68,3 / 100,0 | 12,1 | 24 / 31   | 4       | Governo |
| 1974 | 1.º | Seretse Khama     | 49 047  | 76,6 / 100,0 | 8,3  | 27 / 36   | 3       | Governo |
| 1979 | 1.º | Seretse Khama     | 101 098 | 75,2 / 100,0 | 1,4  | 29 / 36   | 2       | Governo |
| 1984 | 1.º | Quett Masire      | 154 863 | 68,0 / 100,0 | 7,2  | 29 / 38   | Estável | Governo |
| 1989 | 1.º | Quett Masire      | 162 277 | 64,8 / 100,0 | 3,2  | 31 / 38   | 2       | Governo |
| 1994 | 1.º | Quett Masire      | 154 687 | 54,7 / 100,0 | 10,1 | 27 / 44   | 4       | Governo |
| 1999 | 1.º | Festus Mogae      | 192 598 | 57,2 / 100,0 | 2,5  | 33 / 44   | 6       | Governo |
| 2004 | 1.º | Festus Mogae      | 213 308 | 51,7 / 100,0 | 5,5  | 44 / 63   | 11      | Governo |
| 2009 | 1.º | Ian Khama         | 290 099 | 53,3 / 100,0 | 1,6  | 45 / 63   | 1       | Governo |
| 2014 | 1.º | Ian Khama         | 320 657 | 46,5 / 100,0 | 7,8  | 37 / 63   | 8       | Governo |
| 2019 | 1.º | Mokgweetsi Masisi | 406 561 | 52,7 / 100,0 | 6,2  | 38 / 65   | 1       | Governo |

## Membros notáveis
- Gaositwe K.T. Chiepe
- Ponatshego Kedikilwe
- Mompati Merafhe
- Sir Seretse Khama
- Sir Quett Masire
- Mothusi Mbole
- Phandu Skelemani
- Pelonomi Venson-Moitoi
- Festus Mogae
- Ian Khama
- Daniel Kwelagobe
- Mokgweetsi Masisi
- Slumber Tsogwane
- Nuk Willemstein